# Des Moines Art Center

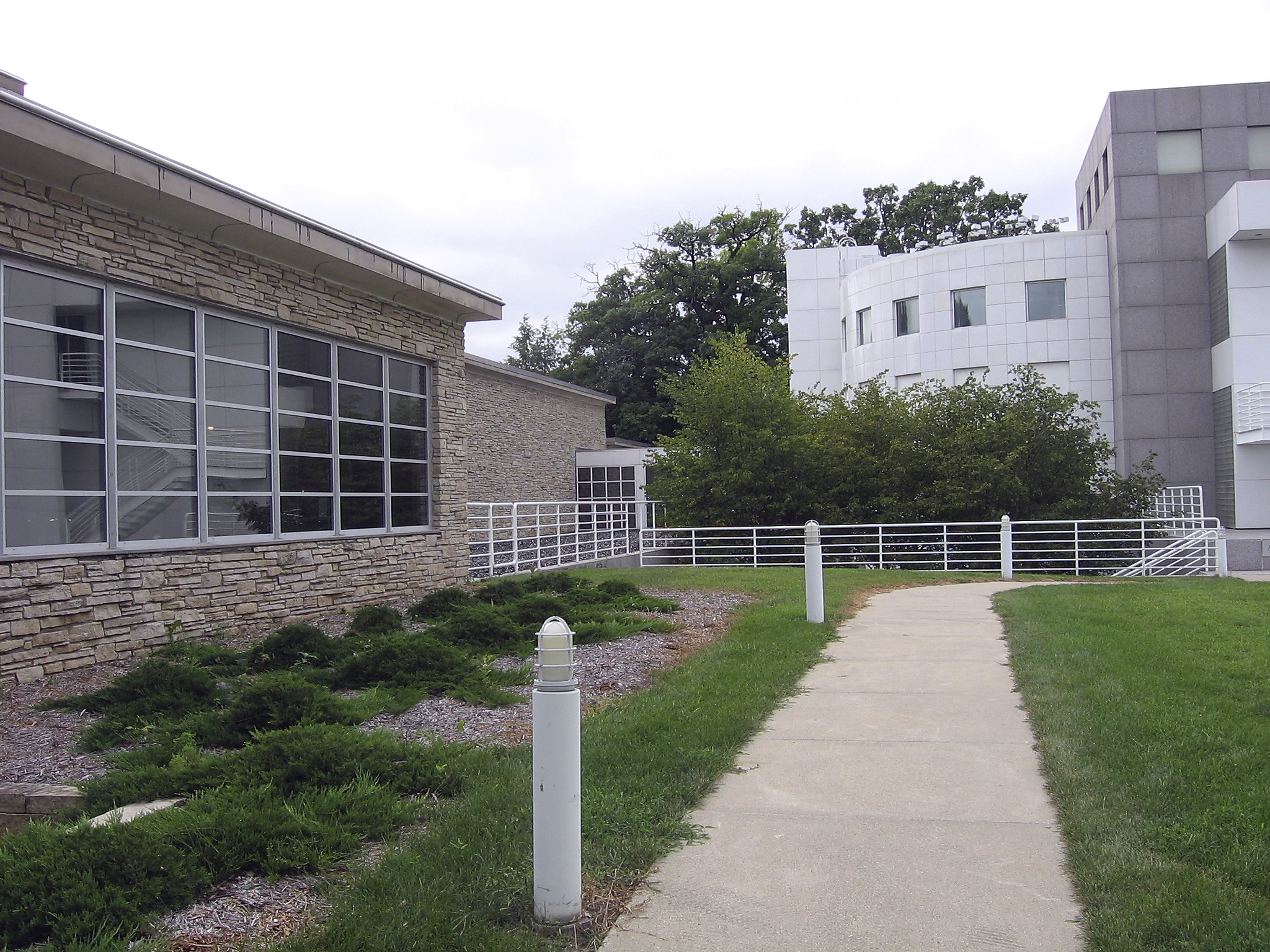
Links der Saarinen-, rechts der Meier-Bau des Des Moines Art Center

Das Des Moines Art Center ist ein Kunstmuseum in Des Moines (Iowa). Eröffnet 1948, umfasst es eine umfangreiche Sammlung von Gemälden, Skulpturen und Mixed Media.
Zu den Künstlern der Sammlung gehören Edward Hopper, Jasper Johns, Andy Warhol, Henri Matisse, Claude Monet, Francis Bacon, Georgia O’Keeffe, Gerhard Richter, Claes Oldenburg, Mary Cassatt, Auguste Rodin, Grant Wood, Deborah Butterfield, Paul Gauguin, Eva Hesse, Ronnie Landfield, Roy Lichtenstein, George Segal, Mark Rothko, John Singer Sargent, Joseph Cornell und Takashi Murakami.
Den ursprünglichen Flügel entwarf Eliel Saarinen 1945 (fertiggestellt 1948). Den ersten Anbau, ursprünglich gedacht für großformatige Skulpturen, entwarf I. M. Pei 1966 (fertiggestellt 1968). Den dritten Flügel entwarf Richard Meier, fertiggestellt 1985.